# Metachroma interruptum
Metachroma interruptum es una especie de escarabajo de la hoja perteneciente al género Metachroma, categorizada en la tribu Typophorini, de la subfamilia Eumolpinae. Fue descrita por Thomas Say en 1824.

## Descripción
Mide 4,4-6,0 mm de longitud.

## Distribución
Se distribuye por América del Norte: en los Estados Unidos (en los estados de Texas, Florida, Utah e Indiana) y México.